# إل. ميخائيل وايت
إل. ميخائيل وايت (بالإنجليزية: L. Michael White)‏ هو كاتب أمريكي، ولد في 1949.